# Süan-čcheng
Süan-čcheng (čínsky pchin-jinem Xuānchéng, znaky 宣城) je městská prefektura v Čínské lidové republice. Leží ve východní Číně v provincii An-chuej, má rozlohu 12 313 čtverečních kilometrů a roku 2020 v ní žilo dva a půl miliónu obyvatel.

## Poloha
Süan-čcheng leží na jihovýchodním okraji provincie An-chuej. Hraničí na severozápadě s Wu-chu, na západě s Čch’-čou, na jihozápadě s Chuang-šanem, na jihovýchodě s provincií Če-ťiang a na severovýchodě s provincií Ťiang-su.

## Administrativní členění
Městská prefektura Süan-čcheng se člení na sedm celků okresní úrovně, a sice jeden městský obvod, dva městské okresy a čtyři okresy.
| Süan-čou městský okres · Ning-kuo městský okres · Kuang-te okres · Lang-si okres · Ťing okres · Ťi-si okres · Ťing-te |        |                       |                    |                                  |
| Název | Název  | Počet obyvatel (2020) | Rozloha km² (2020) | Hustota zalidnění (obyv. na km²) |
| český přepis | znaky  | Počet obyvatel (2020) | Rozloha km² (2020) | Hustota zalidnění (obyv. na km²) |
| Městský obvod |        |                       |                    |                                  |
| Süan-čou | 宣州区 | 774 332               | 2 630              | 294                              |
| Městský okres |        |                       |                    |                                  |
| Ning-kuo | 宁国市 | 388 097               | 2 425              | 160                              |
| Kuang-te | 广德市 | 499 132               | 2 111              | 237                              |
| Okresy |        |                       |                    |                                  |
| Lang-si | 郎溪县 | 311 513               | 1 101              | 283                              |
| Ťing | 泾县   | 275 837               | 2 031              | 136                              |
| Ťi-si | 绩溪县 | 138 784               | 1 113              | 125                              |
| Ťing-te | 旌德县 | 112 368               | 904                | 124                              |
| |        |                       |                    |                                  |
| Celkem | Celkem | 2 500 063             | 12 313             | 203                              |

## Partnerská města
- Šikokučúó, Japonsko